# Coris

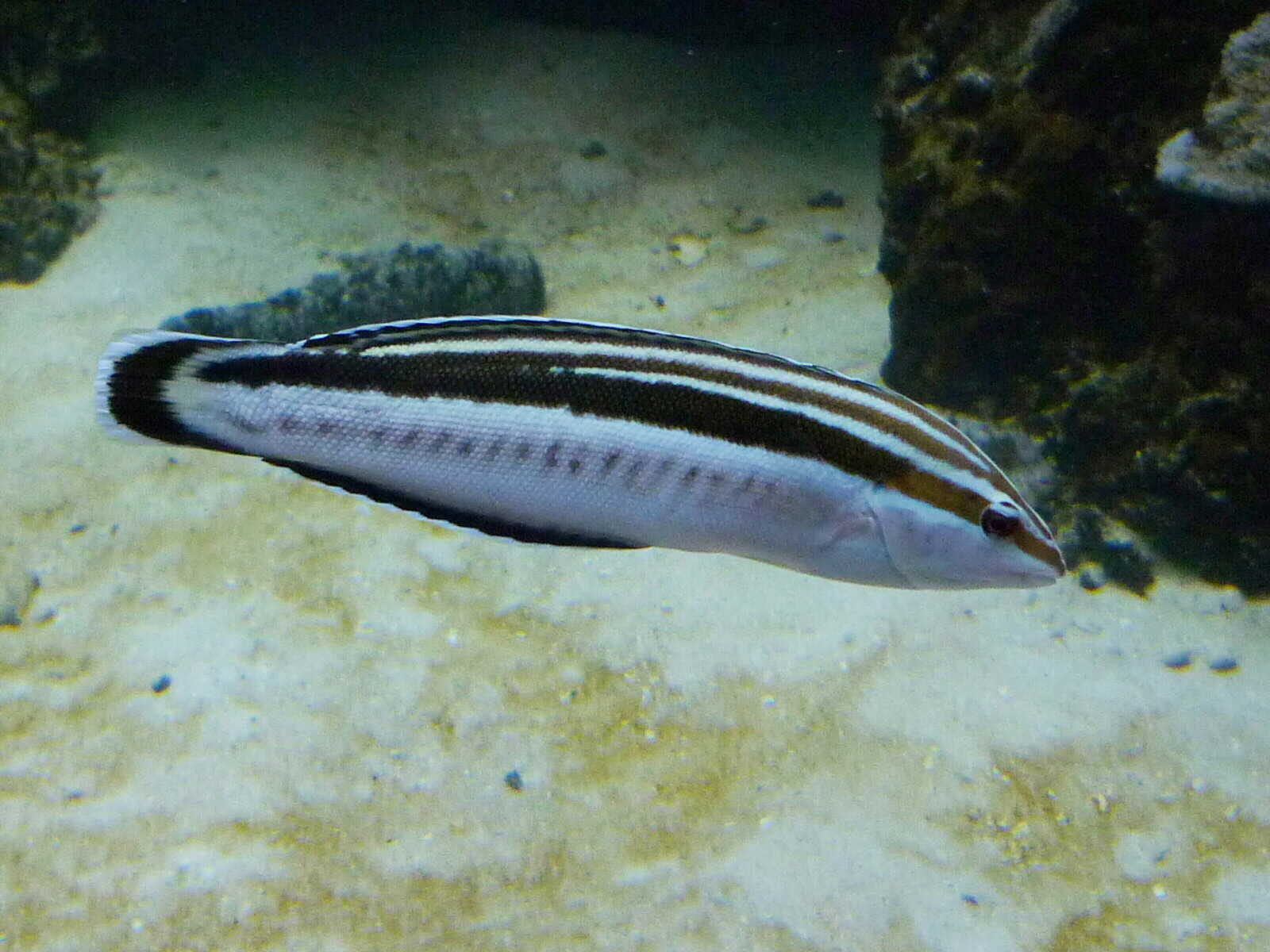
C. flavovittata

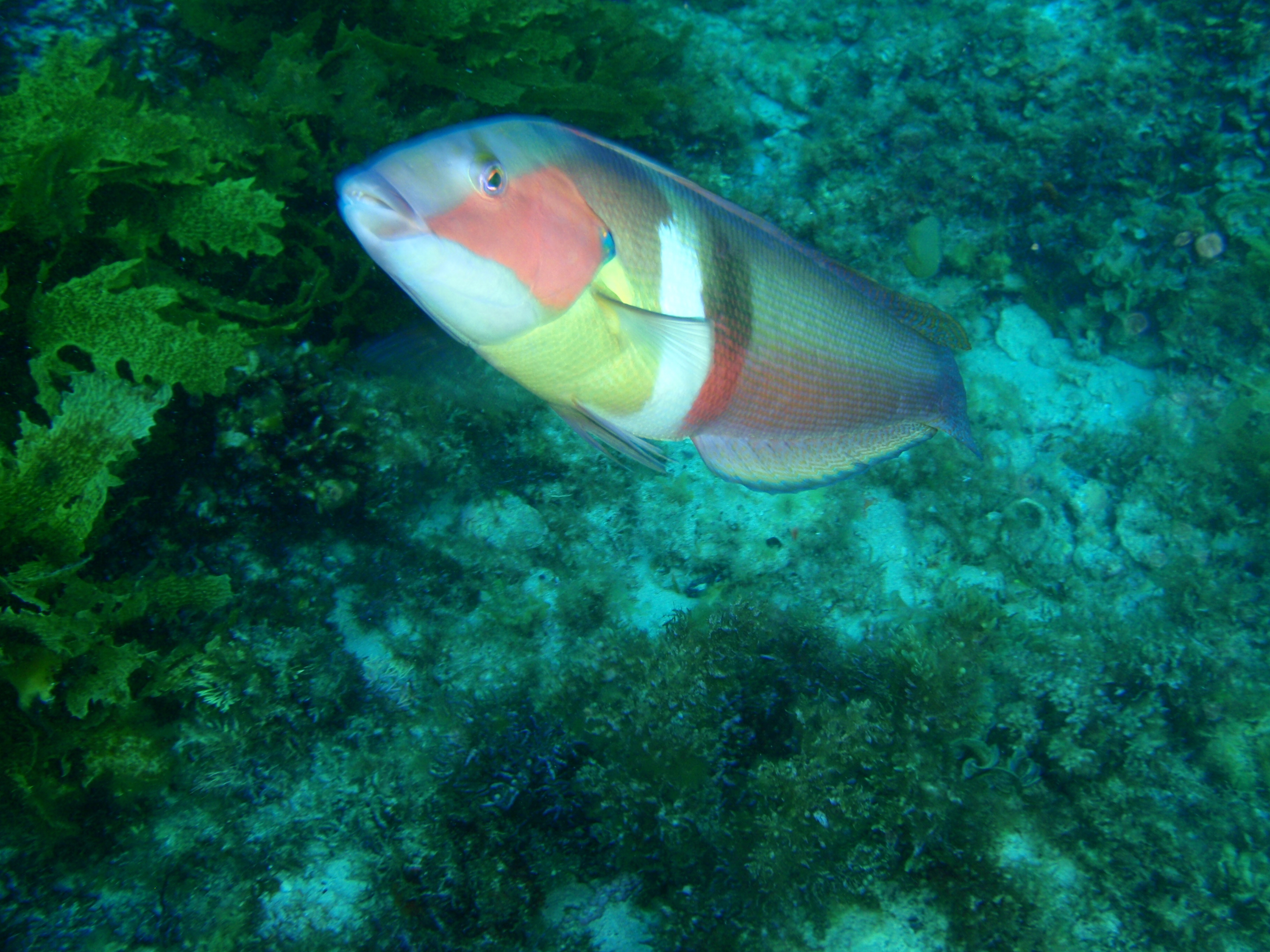
C. auricularis

Coris (Lacepède, 1801) è un genere di pesci appartenenti alla famiglia dei Labridae.

## Distribuzione
Queste specie sono diffuse in tutti gli oceani; una specie, Coris julis, anche nel mar Mediterraneo.

## Descrizione
Hanno un corpo abbastanza allungato. Le dimensioni variano dai 9,2 cm di C. centralis ai 60 raggiunti occasionalmente da C. formosa e C. bulbifrons. Anche la colorazione varia molto da specie a specie.

## Tassonomia
In questo genere sono riconosciute 27 specie:
- Coris atlantica Günther, 1862
- Coris auricularis  (Valenciennes, 1839)
- Coris aurilineata J. E. Randall & Kuiter, 1982
- Coris aygula Lacépède, 1801
- Coris ballieui Vaillant & Sauvage, 1875
- Coris batuensis  (Bleeker, 1856)
- Coris bulbifrons J. E. Randall & Kuiter, 1982
- Coris caudimacula (Quoy & Gaimard, 1834)
- Coris centralis J. E. Randall, 1999
- Coris cuvieri  (E. T. Bennett, 1831)
- Coris debueni J. E. Randall, 1999
- Coris dorsomacula Fowler, 1908
- Coris flavovittata  (E. T. Bennett, 1828)
- Coris formosa  (J. W. Bennett, 1830)
- Coris gaimard  (Quoy & Gaimard, 1824)
- Coris hewetti J. E. Randall, 1999
- Coris julis  (Linnaeus, 1758)
- Coris latifasciata J. E. Randall, 2013
- Coris marquesensis J. E. Randall, 1999
- Coris musume  (D. S. Jordan & Snyder, 1904)
- Coris nigrotaenia Mee & Hare, 1995
- Coris picta  (Bloch & J. G. Schneider, 1801)
- Coris pictoides J. E. Randall & Kuiter, 1982
- Coris roseoviridis J. E. Randall, 1999
- Coris sandeyeri (Hector, 1884)
- Coris variegata  (Rüppell, 1835)
- Coris venusta Vaillant & Sauvage, 1875